# Мата (экорегион)

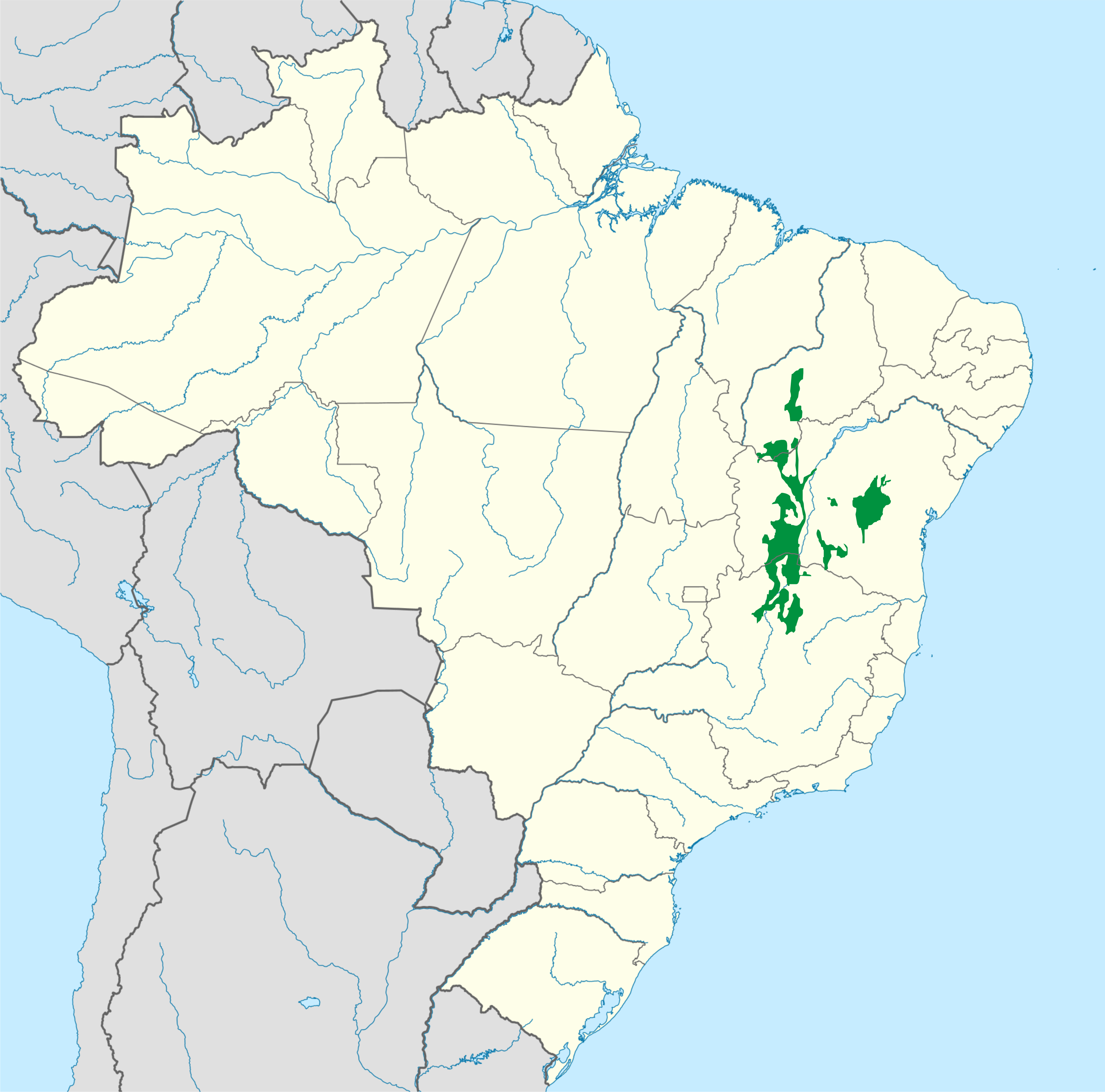
Мата на карте WWF

Мата — тропический и субтропический полулистопадный лес в Бразилии, произрастает в основном на востоке Бразильского нагорья. Здесь климат суше и холодней, чем необходимо для развития влажнотропических лесов. На время ярко выраженного сухого сезона многие деревья сбрасывают листву.
Леса, где грунтовые воды залегают неглубоко и где почвы хорошо сохраняют влагу, остаются густыми, с круглогодичной вегетацией деревьев. Распространены в некоторых районах штата Сан-Паулу и на юге штата Минас-Жерайс. Преобладают высокие вечнозелёные широколиственные породы, количество листопадных деревьев невелико.
Если грунтовые воды залегают глубоко и почвы рыхлые и песчаные, преобладают сухие леса (mata seca), только вдоль речных берегов произрастают галерейные леса с более разнообразной растительностью. Обширные сухие леса характерны для внутренней части штата Баия и северной половины штата Минас-Жерайс.
В хозяйственном отношении сухие леса представляют собой меньшую ценность.